# 杏林街道 (合肥市)
杏林街道，是中华人民共和国安徽省合肥市庐阳区下辖的一个乡镇级行政单位。

## 行政区划
杏林街道下辖以下地区：
望城社区、丽都社区、上城社区和北都社区。